# Jenny Johnson Jordan
Jennifer „Jenny“ Johnson Jordan (* 8. Juni 1973 in Tarzana, Los Angeles, Kalifornien) ist eine US-amerikanische Beachvolleyballspielerin.

## Karriere
Jordan kam an der UCLA zum Volleyball. 1996 spielte sie ihr erstes internationales Beach-Turnier mit Katy Eldridge. Ab 1997 wurde Annett Davis ihre dauerhafte sportliche Partnerin. Bei der Weltmeisterschaft 1999 unterlagen Davis/Jordan erst im Finale den Brasilianerinnen Adriana Behar und Shelda Bede. Anschließend gewannen sie die Espinho Open. Nachdem sie im nächsten Jahr das Turnier in Marseille gewonnen hatten, qualifizierten sie sich mit dem weltweit zweitbesten Ergebnis für die Olympischen Spiele in Sydney. Dort belegten sie nach einer Viertelfinal-Niederlage gegen das japanische Duo Takahashi/Saiki den fünften Rang. Wegen ihrer ersten Schwangerschaft musste sie 2001 eine sportliche Pause einlegen.
2002 kehrte sie auf die AVP-Tour zurück und erreichte bei allen Stationen mindestens das Halbfinale. Im folgenden Jahr kamen Davis/Jordan bei vier Grand Slams in die Top 5. Bei der Weltmeisterschaft in Rio de Janeiro verpassten sie durch ein 0:2 gegen die Australierinnen Cook/Sanderson eine Medaille. Obwohl sie 2004 in Shanghai, Stavanger und Marseille jeweils im Endspiel standen, verpassten sie die Qualifikation für das Olympiaturnier in Athen. In Huntington Beach hatten sie ihren hundertsten gemeinsamen Auftritt und wurden dadurch das am längsten zusammenspielende Duo in den USA. 2005 bekam sie ihr zweites Kind. In den folgenden Jahren spielte sie nur noch auf der AVP-Tour, wo sie mit Davis zahlreiche weitere Spitzenplatzierungen schaffte.

## Familie
Jordans Vater Rafer Johnson gewann als Zehnkämpfer 1956 in Melbourne Olympiasilber und 1960 in Rom die Goldmedaille.